# Rádio Bandeirantes
Rádio Bandeirantes é uma rede de emissoras de rádio do Brasil, com sede na cidade de São Paulo, e foi inaugurada no dia 6 de maio de 1937.

## História

Logotipo usado entre 2007 e 2020

Logotipo usado entre junho de 2020 e setembro de 2021

A emissora, inicialmente chamada de Sociedade Bandeirante de Radiodifusão, foi inaugurada em 6 de maio de 1937 por José Pires Oliveira Dias na Rua São Bento, centro de São Paulo, onde se localizava seus primeiros estúdios e o auditório. Foi na voz de Joaquim Carlos Nobre que a Rádio Bandeirantes de São Paulo, a cabeça da rede, entrou no ar pela primeira vez: "Boa Noite, Senhoras e Senhores. Está no ar a Rádio Bandeirantes, a nova e esperada emissora de São Paulo".
Em 1944, ela foi comprada por Paulo Machado de Carvalho, que três anos depois a vendeu para Adhemar de Barros. No ano seguinte, a emissora teve como dono o genro de Adhemar, João Jorge Saad.

No dia 3 de novembro de 2015, a Rádio Bandeirantes passa a ser disponível aos assinantes da operadora Sky Brasil, juntamente com mais três rádios do Grupo Bandeirantes: a BandNews FM, a Band FM e a Nativa FM.
Em 14 de março de 2016, o Grupo Bandeirantes inaugurou nos Estados Unidos a Brasil Radio em Orlando na Flórida. Eram transmitidos pela emissora aos brasileiros que vivem naquele país alguns programas e as transmissões esportivas da Rádio Bandeirantes e também alguns conteúdos das outras rádios do Grupo além de programação musical e conteúdo local. A Brasil Radio encerrou suas transmissões em 3 de setembro de 2018.

## Emissoras
A Rádio Bandeirantes iniciou suas transmissões via satélite em 25 de setembro de 1990.
- Rádio Bandeirantes São Paulo
- Rádio Bandeirantes Campinas
- Rádio Bandeirantes Porto Alegre
- Rádio Bandeirantes Brasília
- Rádio Bandeirantes Goiânia
- Rádio Assunção
- Rádio Clube do Pará
- Rádio O Diário Independente

## Prêmios
Prêmio Vladimir Herzog
Prêmio Vladimir Herzog de Rádio
| Ano  | Obra         | Veículo de mídia        | Autor        | Resultado |
| ---- | ------------ | ----------------------- | ------------ | --------- |
| 2015 | “Mães da fé” | Rádio Bandeirantes (SP) | Caetano Cury | Venceu    |